# Zhou Weihui
Zhou Weihui (周衛慧T, 周卫慧S, Zhōu WèihuìP) (Ningbo, 1973) è una scrittrice cinese.
Ha studiato alla prestigiosa Università Fudan di Shanghai. Il suo primo romanzo, Shanghai Baby (2000), fu censurato in Cina ma, diffuso sul mercato nero, divenne un best seller e ha ispirato il film omonimo.
Zhou Weihui è associata alla scrittrice Mian Mian (New Generation).

## Opere principali
- Hudie de jianjiao (蝴蝶的尖叫, 1998)
- Shanghai Baby (上海宝贝, Shanghai Baobei, 2000), Milano, Rizzoli, 2001 traduzione di Yuan Huaqing ISBN 88-17-12825-2.
- Sposerò Buddha (我的禅, Marrying Buddha), Milano, Rizzoli, 2005 traduzione di Yuan Huaqing ISBN 88-17-00314-X.
- Gǒu bàba (狗爸爸, 2007)